# 当你离开
《当你离开》（英語：When You're Gone）是加拿大歌手艾薇儿·拉维尼的一首歌曲，收录于她2007年的专辑《美丽坏东西》中，歌曲由沃克与韦尔奇参与创作并制作，作为专辑第二支单曲发行于2007年6月19日。